# Drew Griffin
Drew Griffin (Chicago, Illinois, Estados Unidos, 21 de octubre de 1962-Georgia, 17 de diciembre del 2022) fue un periodista estadounidense conocido por su trabajo en el canal de noticias CNN.

## Biografía
Griffin nació en Chicago, Illinois, y asistió a la Universidad de Illinois en Urbana-Champaign, donde estudió Comunicaciones. Comenzó su carrera en WICD-TV en Illinois, antes de trabajar en la Florida, Carolina del Norte, Carolina del Sur y Washington D. C.  Luego trabajó como reportero de investigación para CBS 2 News en Los Ángeles durante 10 años. Se unió a CNN en mayo del 2004.
En septiembre del 2005, Griffin cubrió las secuelas del Huracán Katrina. Los informes de Griffin sobre el saqueo por parte de algunos policías de Nueva Orleans dieron lugar a una investigación policial. También contó historias sobre muertes en hogares de ancianos después del Katrina. Griffin, junto con CNN, ganó un premio Peabody por su cobertura del huracán Katrina.

## Vida personal y muerte
Griffin y su esposa, Margot, tuvieron tres hijos. Vivía en el Área metropolitana de Atlanta y murió de cáncer en su casa el 17 de diciembre del 2022, a la edad de 60 años.

## Condecoraciones
- Premios Emmy- 2005.
- Premios Peabody- 2015.[6]